# FC Dinamo Batumi
El FC Dinamo Batumi es un club de fútbol profesional georgiano con sede en la ciudad de Batumi. Fue fundado en 1923 y juega en la Erovnuli Liga, la máxima división del sistema nacional de fútbol.
El club ganó el título de campeón en 2021 y 2023, la Copa de Georgia en 1997–98 y dos Supercopas de Georgia, en 1997–98 y 2022. En 1990, cambiaron su nombre a FC Batumi, solo para revertir la decisión en 1994.

## Estadio
Hasta 2006, el FC Dinamo Batumi jugaba sus partidos como local en el Estadio Central de Batumi, que fue demolido en 2007. Debido a las demoras en la construcción del nuevo estadio se trasladaron al Chele Arena de la ciudad de Kobuleti, 28 kilómetros al norte de Batumi.
El Estadio de Batumi comenzó su construcción en enero de 2018 y finalizó en julio de 2020. Su inauguración tuvo lugar el 27 de octubre de 2020.

## Jugadores

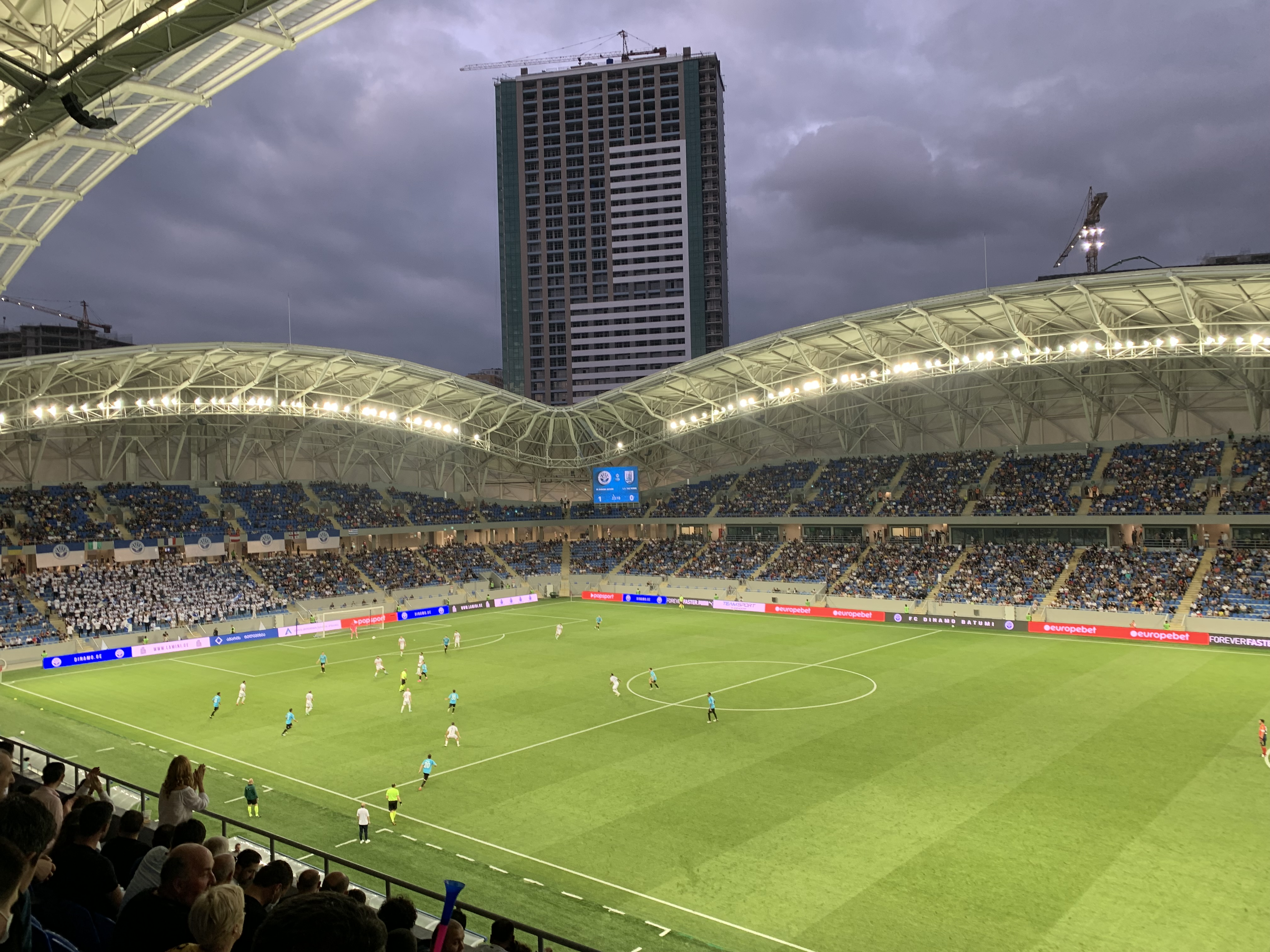
Estadio de Batumi.

## Palmarés

### Torneos nacionales

#### Era Soviética
- Liga Soviética de Georgia (2): 1938, 1940

#### Era Independiente
- Erovnuli Liga (2): 2021, 2023
- Copa de Georgia (1): 1998
- Supercopa de Georgia (2): 1998, 2022

## Participación en competiciones de la UEFA
| Temporada | Torneo                        | Ronda | Club               | Casa       | Visita | Cómputo global |
| --------- | ----------------------------- | ----- | ------------------ | ---------- | ------ | -------------- |
| 1995–96   | UEFA Cup Winners' Cup         | 1     | Obilic             | 2-2        | 1-0    | 3-2            |
| 1995–96   | UEFA Cup Winners' Cup         | 2     | Celtic             | 2-3        | 0-4    | 2-7            |
| 1996–97   | UEFA Cup Winners' Cup         | 1     | HB                 | 6-0        | 3-0    | 9-0            |
| 1996–97   | UEFA Cup Winners' Cup         | 2     | PSV                | 1-1        | 0-3    | 1-4            |
| 1997–98   | UEFA Cup Winners' Cup         | 1     | Ararat             | 0-3        | 2-0    | 2-3            |
| 1998–99   | UEFA Cup Winners' Cup         | 1     | Partizan           | 1-0        | 0-2    | 1-2            |
| 2015–16   | UEFA Europa League            | 1     | Omonia             | 1-0        | 0:2    | 1-2            |
| 2017-18   | UEFA Europa League            | 1     | Jagiellonia        | 0-1        | 0-4    | 0-5            |
| 2020-21   | UEFA Europa League            | 1     | Hapoel Be'er Sheva | –          | 0-3    | 0-3            |
| 2021-22   | UEFA Europa Conference League | 1     | Tre Penne          | 3-0        | 4-0    | 7-0            |
| 2021-22   | UEFA Europa Conference League | 2     | BATE Borísov       | 0-1        | 4-1    | 4-2            |
| 2021-22   | UEFA Europa Conference League | 3     | Sivasspor          | 1-2        | 1-1    | 2-3            |
| 2022-23   | UEFA Champions League         | 1     | Slovan Bratislava  | 1-2 (t.e.) | 0-0    | 1-2            |
| 2022-23   | UEFA Conference League        | 2     | Lech Poznań        | 1-1        | 0-5    | 1-6            |
| 2023-24   | UEFA Conference League        | 1     | Tirana             | 1-2        | 1-1    | 2-3            |
| 2024-25   | UEFA Champions League         | 1     | Ludogorets         | 1-0        | 1-3    | 2-3            |
| 2024-25   | UEFA Conference League        | 2     | Dečić              | 0-2        | 0-0    | 0-2            |